# Buthacus birulai
Espèce
Buthacus birulai est une espèce de scorpions de la famille des Buthidae.

## Distribution
Cette espèce est endémique d'Algérie. Elle se rencontre vers El Oued.

## Description
Le mâle holotype mesure 56,8 mm et la femelle paratype 62,1 mm.

## Étymologie
Cette espèce est nommée en l'honneur d'Alexei Andreevich Byalynitsky-Birula.

## Publication originale
- Lourenço, 2006 : « Further considerations on the genus Buthacus Birula, 1908 (Scorpiones, Buthidae), with a description of one new species and two new subspecies. » Boletín Sociedad Entomológica Aragonesa, no 38, p. 59-70 (texte intégral).